# Alternative Press Music Award for Best Live Band
Der Alternative Press Music Award for Best Live Band, auf Deutsch „Alternative-Presse-Musikpreis für die beste Livemusikgruppe“ ist ein Musikpreis, der seit 2014 bei den jährlich stattfindenden Alternative Press Music Awards verliehen wird. Ausgezeichnet werden Künstler, die nach Meinung der Leser von Alternative Press die die beste Bühnen-Performance auf Konzertreisen oder Musikfestivals absolviert haben. Bisher erhielten drei Künstler jeweils eine Auszeichnung in dieser Kategorie.

## Hintergrund
Am 24. April 2014 verkündete das US-amerikanische Musikmagazin Alternative Press, welches sich auf Punk, Hardcore und deren Subgenres spezialisiert hat, die erstmalige Verleihung der Alternative Press Music Awards. Begründet wurde dies damit, „dass das Alternative Press bereits seit 30 Jahren die führende Stimme in dieser Musik und dem Lebensstil sei und man nun endlich eine Nacht habe, um diesen zu zelebrieren.“
Die erste Awardverleihung fand am 21. Juli 2014 im Rock and Roll Hall of Fame Museum in Cleveland, Ohio statt. Die Leser des Musikmagazins konnten zunächst in zwölf Kategorien für ihre Favoriten stimmen, welche zuvor vom Magazin nominiert wurden. Darunter befand sich auch die Kategorie für die Beste Liveband. Im ersten Jahr gewann die US-amerikanische Post-Hardcore-Band Pierce the Veil diese Auszeichnung. Im Folgejahr gewannen A Day to Remember diesen Preis. 2016 erhielt die Pop-Punk-Band Neck Deep die Ehrung in dieser Kategorie.

## Statistik
Die Auszeichnung ging bisher bei drei Verleihungen an drei verschiedene Künstler. Zwei der drei bisherigen Preisträger, Pierce the Veil und A Day to Remember kommen aus den Vereinigten Staaten. Neck Deep ist der erste und bisher einzige europäische Preisträger dieser Auszeichnung. Bisher wurden die Bands A Day to Remember, Beartooth und das Duo twenty one pilots am häufigsten in dieser Kategorie nominiert.

## Gewinner und Nominierte Künstler

### Seit 2014
| Jahr               | Künstler / Band    | Nationalität           | Weitere nominierte Künstler                                                               | Bilder der Künstler     |
| ------------------ | ------------------ | ---------------------- | ----------------------------------------------------------------------------------------- | ----------------------- |
| 2014 21. Juli 2014 | Pierce the Veil    | Vereinigte Staaten     | - A Day to Remember - All Time Low - Asking Alexandria - Fall Out Boy - twenty one pilots | Pierce the Veil, 2013   |
| 2015 22. Juli 2015 | A Day to Remember  | Vereinigte Staaten     | - letlive. - Panic! at the Disco - Paramore - twenty one pilots - The Wonder Years        | A Day to Remember, 2015 |
| 2016 18. Juli 2016 | Neck Deep          | Vereinigtes Königreich | - Attila - Beartooth - Issues - Motionless in White - Slipknot                            | Neck Deep, 2016         |
| 2017 17. Juli 2016 | Falling in Reverse | Vereinigte Staaten     | - Beartooth - Dance Gavin Dance - In This Moment - Issues - NOFX                          |                         |